# Michaił Kobiecki
Michaił Wieniaminowicz Kobiecki (ros. Михаи́л Вениами́нович Кобе́цкий, ur. 1881 w Odessie, zm. 28 kwietnia 1937 w Moskwie) – radziecki dyplomata, bolszewik.

## Życiorys
Karaim, studiował na Uniwersytecie Noworosyjskim, skąd został usunięty za udział w zamieszkach. Od 1903 członek SDPRR, 1908 wyemigrował do Danii, 1917 wrócił do Rosji, od 1919 pracował w aparacie Kominternu, od sierpnia 1920 do czerwca 1921 członek Prezydium Komitetu Wykonawczego Kominternu, jednocześnie sekretarz Prezydium Kominternu, a 1921–1923 zastępca przewodniczącego Komitetu Wykonawczego Kominternu. Od 21 czerwca do 10 grudnia 1924 ambasador ZSRR w Estonii, od 10 grudnia 1924 do 1 lipca 1933 ambasador ZSRR w Danii, od lipca 1933 do kwietnia 1934 pełnomocny przedstawiciel Ludowego Komisariatu Spraw Zagranicznych ZSRR przy Radzie Komisarzy Ludowych ZFSRR, od 28 kwietnia 1934 ambasador ZSRR w Grecji, jednocześnie od 23 stycznia 1935 ambasador ZSRR w Albanii.
W 1937 odwołany do ZSRR, aresztowany, skazany na śmierć i rozstrzelany. Pośmiertnie zrehabilitowany.